# Мондзэн-Накатё (станция)
Станция Мондзэн-Накатё (яп. 門前仲町駅 мондзэн накатё: эки) — железнодорожная станция на линиях Оэдо и Тодзай расположенная в специальном районе Кото, Токио. Станция обозначена номером E-15 на линии Оэдо и номером T-12 на линии Тодзай. Станция была открыта 14 сентября 1967 года. На станции установлены автоматические платформенные ворота.

## Планировка станции

### Tokyo Metro
Две платформы бокового типа и два пути.
| 1 | ○ Линия Тодзай | Тоётё, Ниси-Фунабаси, Цуданума, Тоё-Кацудай    |
| 2 | ○ Линия Тодзай | Отэмати, Такаданобаба, Накано, Огикубо, Митака |

### Toei
Одна платформа островного типа и 2 пути.
| 1 | ○ Линия Оэдо | Рёгоку, Иидабаси, Хигаси-Синдзюку       |
| 2 | ○ Линия Оэдо | Даймон, Роппонги, Синдзюку, Хикаригаока |

## Близлежащие станции
| «                |                  | Линия          |              | »            |
| Линия Тодзай     | Линия Тодзай     | Линия Тодзай   | Линия Тодзай | Линия Тодзай |
| ---------------- | ---------------- | -------------- | ------------ | ------------ |
| Каябатё          | Каябатё          | Local          | Киба         | Киба         |
| Каябатё          | Каябатё          | Commuter Rapid | Киба         | Киба         |
| Каябатё          | Каябатё          | Rapid          | Киба         | Киба         |
| Каябатё          | Каябатё          | Tōyō Rapid     | Киба         | Киба         |
| Линия Оэдо       |                  |                |              |              |
| Киёсуми-Сиракава | Киёсуми-Сиракава | -              | Цукисима     | Цукисима     |